# Vicent Josep Escartí
Vicent Josep Escartí i Soriano (Algemesí, 16 de febrero de 1964) es un escritor en lengua valenciana y catedrático universitario español.
Doctorado en Filología catalana por la Universidad de Valencia y licenciado en Historia medieval, es catedrático del departamento de Filología catalana en la misma universidad. Es colaborador habitual del diario Levante y de la revista Saó. Como escritor, en 1992 ganó el Premio de Novela Ciudad de Alcira con Dies d'ira y en 1996 Andrómeda de narrativa por Espècies perdudes.

## Obras
Narrativa
- Barroca mort (1988)

Novela
- Dies d'ira (1992)
- Els cabells d'Absalom (1996)
- Espècies perdudes (1997)
- Nomdedéu (2002)
- L'abellerol mort (2009)

Estudios literarios
- Memòria privada. Literatura memorialística valenciana dels segles XV al XVIII (1998)